# Роман Пиндел
Роман Пѝндел (на полски: Roman Pindel) е полски римокатолически духовник, професор по богословие, библеист, ректор на Краковската семинария (2011 – 2013), епископ на Белско-Живешката епархия от 2014 година.

## Биография
Роман Пиндел е роден на 18 ноември 1958 година в Ошвенчим, но месец по-късно семейството му се мести във Вадовице, където Роман прекарва детството си и завършва начално училище. Средно образование получава в Общообразователен лицей „Мария Склодовска-Кюри“ в Андрихов (1977), след което постъпва за обучение във Висшата духовна семинария в Краков. На 22 май 1983 година е ръкоположен за свещеник във Вавелската катедрала от кардинал Франчишек Махарски, краковски архиепископ. Служи като викарий в енориите „Св. св. апостоли Симеон и Юда Тадей“ в Кози и „Св. апостоли Петър и Павел“ в Рацлавице. От 1986 година специализира и преподава в Папската богословска академия в Краков. Там в 1990 година защитава докторска дисертация по библеистика на тема: „Христос като съчувстващ първосвещеник според Посланието до евреите“ (на полски: Chrystus jako arcykapłan współczujący według Listu do Hebrajczyków). През 2001 година се хабилитира. В периода 2011 – 2013 година е ректор на Краковската семинария.
На 16 ноември 2013 папа Франциск го номинира за белско-живешки епископ. На 6 януари 2014 година приема епископско посвещение (хиротония) от ръката на кардинал Станислав Дживиш, краковски архиепископ, в съслужие с Челестино Мильоре, титулярен архиепископ на Каноса и Тадеуш Ракочи, почетен белско-живешки епископ. Същият ден приема канонично епархията и влиза в Белската катедрала като епископ.